# Acide pyroarsénique
L’acide pyroarsénique, parfois appelé acide diarsénique, est un composé chimique de formule H4As2O7. Il s'agit de l'anhydride de l'acide arsénique H3AsO4 :
2 H3AsO4 → H4As2O7 + H2O.
Il est analogue à l'acide pyrophosphorique H4P2O7.